# Rossi-Haus

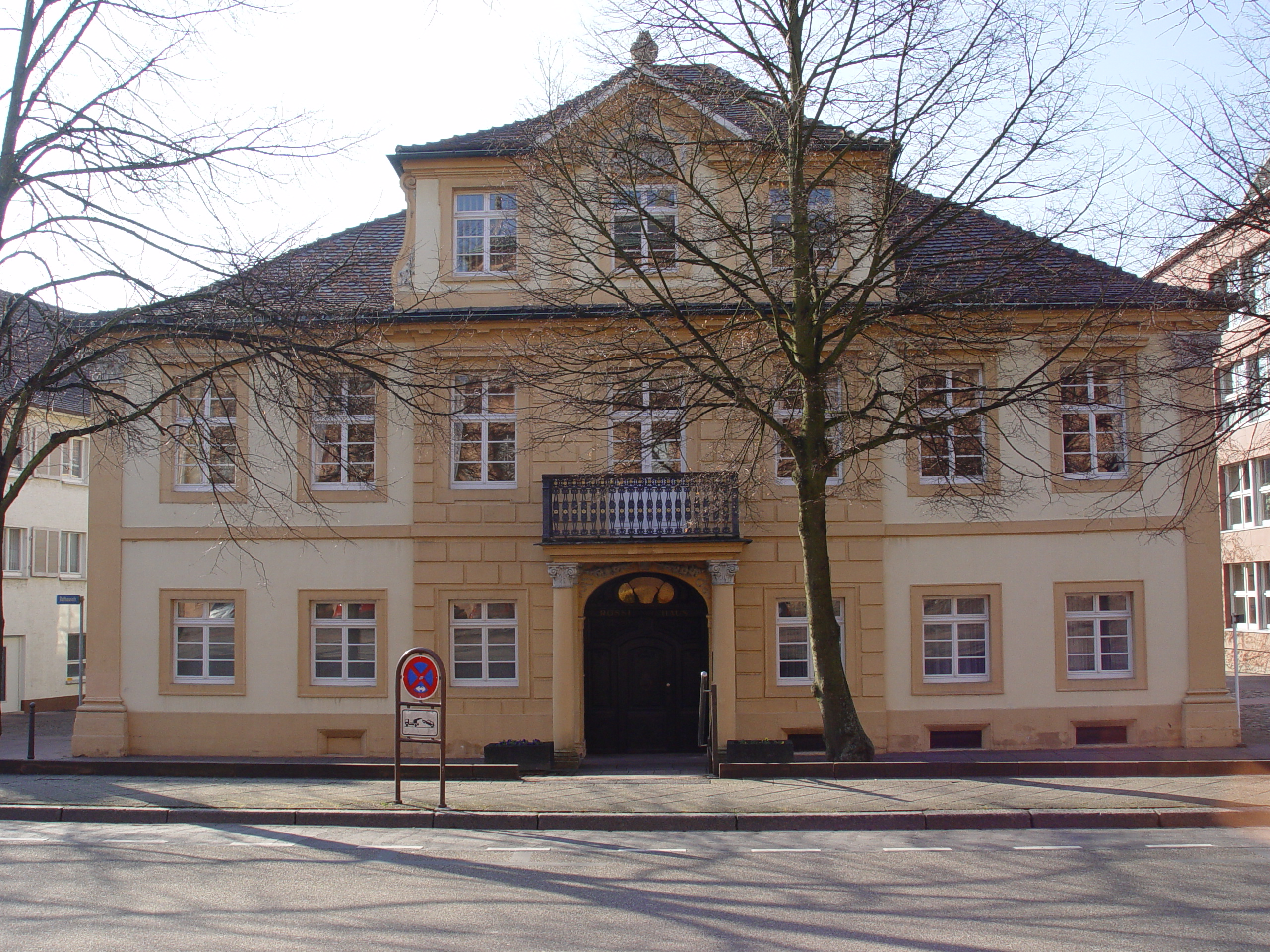
Das Rossi-Haus

Das Rossi-Haus in Rastatt ist nach dem Architekten Domenico Egidio Rossi benannt.

## Geschichte
Das Rossi-Haus entstand um 1700 im Rahmen des von dem Architekten D. E. Rossi (1659–1715) durchgeführten Schlossneubaus und der Anlage der neuen Residenzstadt Rastatt. Das Rossi-Haus wurde als Kavaliersgebäude in unmittelbarer Nachbarschaft zum Rastatter Schloss des Türkenlouis errichtet. Es war eines der wertvollsten privaten Wohngebäude der Stadt.
Der Landkreis Rastatt erwarb das Gebäude 1962. Es diente als Repräsentationshaus für den Landkreis Rastatt und als Sitzungsgebäude für den Kreistag. Seit 1987 beherbergt das Rossi-Haus auch das Kreisarchiv. 2008, nach dem Umzug der Landkreisverwaltung in die Herrenstraße, ging das Haus in den Besitz der Stadt Rastatt über, die es bis Juli 2018 sanieren ließ. Es wird seitdem als Bürgerzentrum genutzt.